# Callicostella pusilla
Callicostella pusilla là một loài rêu trong họ Pilotrichaceae. Loài này được Broth. ex Demaret & P. de la Varde mô tả khoa học đầu tiên năm 1952.